# لي مارتن ماي
لي مارتن ماي (بالإنجليزية: Leigh Martin May)‏ هي محامية وقاضية أمريكية، ولدت في 21 فبراير 1971 في ألباني في الولايات المتحدة.